# Eupteryx gyaurdagica
Eupteryx gyaurdagica är en insektsart som beskrevs av Dlabola 1957. Eupteryx gyaurdagica ingår i släktet Eupteryx och familjen dvärgstritar. Inga underarter finns listade i Catalogue of Life.